# Lithacodia concinnimacula
Lithacodia concinnimacula är en fjärilsart som beskrevs av Achille Guenée 1852. Lithacodia concinnimacula ingår i släktet Lithacodia och familjen nattflyn. Inga underarter finns listade i Catalogue of Life.